# Silas Pereira
Silas Pereira, właśc. Silas Ferreira de Souza (ur. 12 września 1934 w Ponta Grossa) – piłkarz brazylijski, występujący na pozycji bramkarza.

## Kariera klubowa
Karierę piłkarską Silas Pereira rozpoczął w Athletico Paranaense w 1955 roku. Z Athletico Paranaense zdobył mistrzostwo stanu Parana – Campeonato Paranaense w 1958 roku. W latach 1959–1961 występował w Madureirze Rio de Janeiro. W latach 1961–1965 występował w Santosie FC. Z Santosem czterokrotnie zdobył mistrzostwo São Paulo – Campeonato Paulista w 1961, 1962, 1964, 1965, trzykrotnie Taça Brasil w 1962, 1963, 1964, Torneio Rio - São Paulo w 1963 i 1964 oraz będąc rezerwowym Copa Libertadores 1962 i 1963 oraz Puchar Interkontynentalny w tych samych latach. Potem występował jeszcze w Portuguesie São Paulo (1965–1966), Madureirze Rio de Janeiro (1966–1968) i Athletico Paranaense, w której zakończył karierę w 1968 roku.

## Kariera reprezentacyjna
W reprezentacji Brazylii Silas Pereira zadebiutował 27 marca 1963 w zremisowanym 2-2 meczu z reprezentacją Ekwadoru podczas Copa América 1963, na której Brazylia zajęła czwarte miejsce. Na tym turnieju wystąpił jeszcze w meczu z Boliwią.